# Псари (Турецький повіт)
Псари (пол. Psary) — село в Польщі, у гміні Пшикона Турецького повіту Великопольського воєводства.
Населення — 472 особи (2011).
У 1975-1998 роках село належало до Конінського воєводства.

## Демографія
Демографічна структура станом на 31 березня 2011 року:
|          | Загалом | Допрацездатний вік | Працездатний вік | Постпрацездатний вік |
| -------- | ------- | ------------------ | ---------------- | -------------------- |
| Чоловіки | 242     | 57                 | 163              | 22                   |
| Жінки    | 230     | 47                 | 140              | 43                   |
| Разом    | 472     | 104                | 303              | 65                   |